# Mártonfi István
Mártonfi István (Szamosújvár, 1895. április 23. – Szilágysomlyó, 1966. szeptember 19.) erdélyi magyar belgyógyász, orvosi szakíró, közíró. Mártonfi László bátyja.

## Életútja
Az erdélyi örmény Mártonfi család leszármazottja.  
Középiskolát szülővárosában és Kolozsvárt végzett, a Ferenc József Tudományegyetemen szerzett orvosi diplomát (1919). Jancsó Miklós belgyógyász asszisztense, majd Szilágysomlyón előbb magánrendelő, majd kórházi orvos. Mint művészi hajlamú ember szerepet vállalt a kisváros társadalmi és művelődési életében, szerkesztette és írta a Keserű Lapu c. helyi élclapot (1921–22). Egy időben a helyi kórház igazgató-főorvosa (1940–46). Bár a debreceni, pécsi, marosvásárhelyi egyetem meghívta tanárának, nem hagyta el Szilágysomlyót, s tudományos tevékenységét a kisvárosban folytatta. A nagyváradi Medicul Nou – Új Orvos szerkesztőbizottsági tagja (1947). Nyugalomba vonult 1964-ben.

## Munkássága
Tanulmányait a vörhenyjárvány leküzdéséről, légembóliák életveszélyességének elhárításáról a légmell kapcsán, érbefecskendezések okozta elzáródások megakadályozásáról s idegfájdalmak fenolkezeléses megszüntetéséről a kolozsvári Revista Medicală – Orvosi Szemle (1928), a budapesti Orvosi Hetilap (1942-56) és a nagyváradi Medicul Nou – Új Orvos (1948) közölte. Fehéregyházy Lászlóval közösen írt szakmunkáját a vörösvérsejt-süllyedés és a fehérje egyszerű eljárással való kimutatásáról a bukaresti Egészségügyi Minisztérium újító-díjjal és oklevéllel jutalmazta (1948).